# 梅普爾里奇鎮區 (密歇根州德爾塔縣)
梅普爾里奇鎮區（英語：Maple Ridge Township）是位於美國密歇根州德爾塔縣的一個行政鎮區。

## 地方資料
梅普爾里奇鎮區的面積為280.30平方千米，當中陸地面積為280.30平方千米，而水域面積為0.00平方千米。根據2020年美國人口普查的數據，當地共有人口694人，而人口密度為每平方千米2.48人。